# Кавару
Ка́вару (ест. Kavaru küla) — село в Естонії, у волості Тистамаа повіту Пярнумаа.

## Населення
Чисельність населення на 31 грудня 2011 року становила 40 осіб.

## Географія

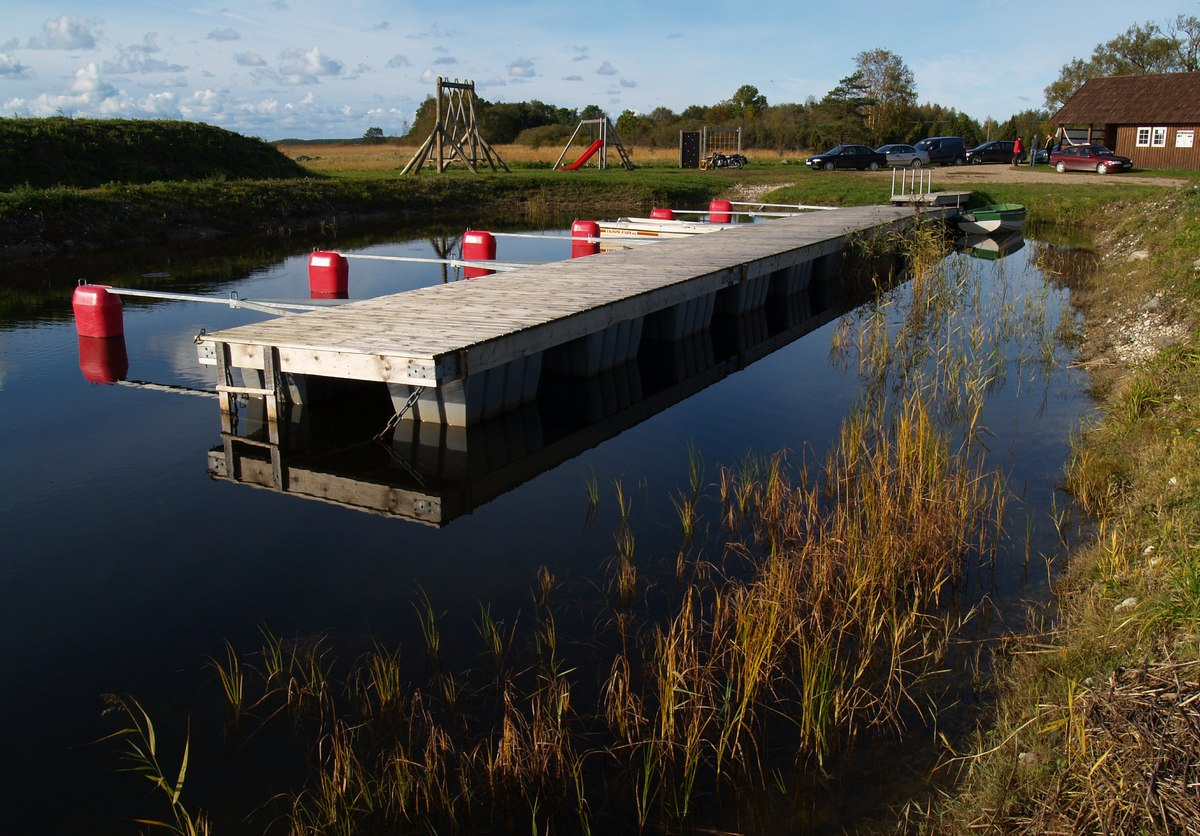
Сільська пристань

Село Кавару розташоване на березі затоки Пярну.
Дістатися села можна автошляхом 101 (Аудру — Тистамаа — Нурмсі), повертаючи на південь у селі Кипу.

## Історія
Вперше населений пункт згадується в документах у 1624 році під назвою Кавер (Kawer).

## Історичні пам'ятки
У 1873 році в селі була побудована православна церква.